# 馬魯蒂鈴木公司
馬魯蒂鈴木公司（英語：Maruti Suzuki India Limited）是印度的汽車製造商，在印度當地2023年度的乘用車市佔率達41.7%，為該国車市中最暢銷的品牌。其前身為1981年成立的印度國營企業馬魯蒂·烏德酉葛公司（Maruti Udyog Limited），自開業起長年引入日本汽車製造商鈴木公司的生產技術與車型，再針對印度在地化後量產上市。2002年5月因日本鈴木增加了持股比例，馬魯蒂成為日方的子公司，並於2007年7月改為現名馬魯蒂鈴木，截至2024年4月日本鈴木的持股佔比為58.2%。
公司名稱中的「Maruti」來自印度的風神，形容汽車行走時之速度，已停用的「Udyog」則指工業，皆以羅馬字母表記。

## 沿革與概要
1970年代印度政府提出「國民車」的構想，與生產輕型車為主力商品的鈴木公司一拍即合。後者與印度國營企業共同出資成立馬魯蒂·烏德酉葛公司，1981年在哈里亞納邦古爾岡建立工廠，1983年竣工投產。品牌首作以第五代鈴木Fronte為藍本，針對印度的道路狀況及消費者口味稍事修改，成品即為1983年推出的馬魯蒂800。此車款以親民的便宜價格和耐用的品質博得市場的青睞，1980年代之間在該地小型車市場呈現寡佔的局面。在沿續至2014年長達31年的產品生命週期裡，這款車總共製造了295萬輛，其受歡迎的程度由此可見一斑。事實上1980年代日本汽車廠相繼赴外國設廠，當大家都以北美洲市場為目標時，鈴木選擇立足印度確實是一步險棋，但是現在卻證明這是一個聰明的決定。
眼見印度市場的潛力，1992年鈴木公司對馬魯蒂·烏德酉葛公司的出資比例從26%擴大到50%。進入2000年代，印度的國民所得收入增加，該公司的生產總數也急遽上升；此時印度製造的鈴木Alto開始外銷歐洲市場。2002年鈴木公司的持股來到54%，以超過半數之姿將馬魯蒂·烏德酉葛公司納為子公司。2006年12月21日印度政府當局將其持股全數出售，該公司正式民營化；2007年9月17日將公司名稱改成馬魯蒂鈴木公司。2007年鈴木公司在印度的汽車生產總數首度超越日本國內的生產總數：印度市場共生產711,818輛，比前年度增加12%；而日本國內僅生產667,000輛，比起前年度萎縮3.4%。
2012年7月18日該公司的瑪尼撒爾工廠發生大規模的工人暴動事件，辦公室遭到縱火，造成印度籍管理幹部1人死亡、40餘人（含日本籍幹部）受傷；這次暴動事件使得該工廠停工一個多月。由於印度汽車市場競爭白熱化，2014年1月28日鈴木公司宣布在古吉拉特邦艾哈邁達巴德百分之百出資成立「鈴木汽車古吉拉特公司」。
馬魯蒂鈴木在2023年度的年銷量達到206.6萬輛汽車，為該社創立以來年銷量首次突破200萬台大關。

## 生產車款

### 現行車款
| 名稱             | 上市日期 | 種類               | 圖片 |
| ---------------- | -------- | ------------------ | ---- |
| 馬魯蒂Omni       | 1984年   | 多功能休旅車       |      |
| 馬魯蒂Gypsy      | 1985年   | SUV                |      |
| 鈴木Wagon R      | 2000年   | 掀背車             |      |
| 鈴木Swift        | 2005年   | 掀背車             |      |
| 鈴木Grand Vitara | 2007年   | SUV                |      |
| 鈴木Swift DZire  | 2008年   | 緊湊型轎車         |      |
| 鈴木Ritz         | 2009年   | 掀背車             |      |
| 馬魯蒂EECO       | 2010年   | 商用車             |      |
| 馬魯蒂Alto K10   | 2010年   | 掀背車             |      |
| 鈴木Kizashi      | 2011年   | 中型車             |      |
| 馬魯蒂Ertiga     | 2012年   | 緊湊型多功能休旅車 |      |
| 馬魯蒂Alto 800   | 2012年   | 掀背車             |      |
| 馬魯蒂Stingray   | 2013年   | 掀背車             |      |
| 鈴木Celerio      | 2014年   | 掀背車             |      |
| 馬魯蒂Ciaz       | 2014年   | 緊湊型轎車         |      |

### 停產車款
| 名稱                   | 上市日期 | 停產日期 | 種類       | 圖片 |
| ---------------------- | -------- | -------- | ---------- | ---- |
| 馬魯蒂Gypsy E          | 1985年   | 2000年   | SUV        |      |
| 馬魯蒂1000             | 1990年   | 2000年   | 緊湊型轎車 |      |
| 馬魯蒂Zen              | 1993年   | 2006年   | 掀背車     |      |
| 馬魯蒂Esteem           | 1994年   | 2008年   | 緊湊型轎車 |      |
| 馬魯蒂Baleno           | 1999年   | 2007年   | 緊湊型轎車 |      |
| 馬魯蒂Versa            | 2001年   | 2010年   | 商用車     |      |
| 馬魯蒂Grand Vitara XL7 | 2003年   | 2007年   | SUV        |      |
| 馬魯蒂800              | 1983年   | 2014年   | 掀背車     |      |
| 馬魯蒂Alto             | 2000年   | 2012年   | 掀背車     |      |
| 馬魯蒂Zen Estilo       | 2006年   | 2014年   | 掀背車     |      |
| 馬魯蒂A-star           | 2008年   | 2014年   | 掀背車     |      |
| 馬魯蒂SX4              | 2007年   | 2014年   | 緊湊型轎車 |      |

## 外部連結
- （英文）官方網站 （页面存档备份，存于）